# B. Satyanarayan Reddy
B. Satyanarayan Reddy (Santali: ᱵᱤ. ᱥᱚᱛᱭᱚ ᱱᱟᱨᱟᱭᱚᱬ ᱨᱮᱰᱰᱤ, Tamil: பி. சத்ய நாராயண் ரெட்டி; * 21. August 1927 in Annaram, Distrikt Mahabubnagar, Hyderabad, Britisch-Indien, heute in: Telangana; † 6. Oktober 2012 in Hyderabad, Andhra Pradesh, heute in: Telangana) war ein indischer Politiker der Sozialistischen Partei Indiens (SPI), der Janata Party (JNP) und später der Lok Dal (LKD), der unter anderem zwischen 1978 und 1990 Mitglied der Rajya Sabha, des Oberhauses des Parlaments (Bhāratīya Sansad), sowie daraufhin Gouverneur mehrerer Bundesstaaten war.

## Leben
B. Satyanarayan Reddy, Sohn von B. Narasimha Reddy, nahm als Jugendlicher 1942 an der Quit India-Bewegung teil und wurde verhaftet. Er absolvierte zunächst ein grundständiges Studium, welches er mit einem Bachelor of Arts (B.A.) beendete. Ein Studium der Rechtswissenschaften schloss er mit einem Bachelor of Laws (LL.B.) ab. Er war Generalsekretär der Sozialistischen Partei Indiens (SPI) in Andhra Pradesh und daraufhin auch dortiger Generalsekretär der Janata Party (JNP). Am 10. April 1978 wurde er für die JNP erstmals Mitglied der Rajya Sabha, des Oberhauses des Parlaments (Bhāratīya Sansad), und gehörte dieser als Vertreter des Bundesstaates Andhra Pradesh nach seiner Wiederwahl am 10. April 1984 bis zum 11. Februar 1990 an. Er war zeitweise Nationaler Sekretär der Lok Dal (LKD) und bekleidete zwischen 1988 und 1990 das Amt als Vize-Vorsitzender der Rajya Sabha.
Nach seinem Ausscheiden aus der Rajya Sabha wurde Reddy als Nachfolger von Mohammed Usman Arif am 12. Februar 1990 Gouverneur von Uttar Pradesh und hatte dieses Amt bis zum 25. Mai 1993 inne, woraufhin Motilal Vora seine Nachfolge antrat. Zugleich löste er Mohammad Yunus Saleem am 14. Februar 1991 als Gouverneur von Bihar ab. Diese Funktion behielt er kurzzeitig bis zum 18. März 1991 und wurde danach von Mohammad Shafi Qureshi abgelöst.
Reddy übernahm von Saiyid Nurul Hasan am 1. Juni 1993 den Posten als Gouverneur von Orissa und verblieb auf diesem bis zum 17. Juni 1995, woraufhin G. Ramanujam seine dortige Nachfolge antrat. Gleichzeitig war er als Nachfolger von Saiyid Nurul Hasan vom 13. Juli 1993 bis zu seiner Ablösung durch K. V. Raghunatha Reddy am 13. August 1993 in Personalunion auch Gouverneur von Westbengalen.